# Ellen Hamilton Latzen
Ellen Hamilton Latzen (* 26. Juli 1980 in den Vereinigten Staaten) ist eine ehemalige US-amerikanische Schauspielerin.

## Leben
Ellen Hamilton Latzen wurde als Tochter von Anne Hamilton, einer Designerin, und Bob Latzen geboren. Sie hat eine ältere Schwester namens Amy. Als sie vier Jahre alt war, ließen sich ihre Eltern scheiden. Mit sechs Jahren setzte sich Latzen bei einem Casting gegen tausend andere Kandidatinnen durch, um die Rolle als Michael Douglas’ Tochter in dem Filmthriller Eine verhängnisvolle Affäre von Adrian Lyne zu erhalten. Neben ihren filmischen Aktivitäten ging sie weiterhin zur Schule. Von 1987 bis 1989 war sie in mehreren Fernsehserien zu sehen. 1989 spielte sie in der Filmkomödie Schöne Bescherung von Jeremiah S. Chechik mit. Danach war sie bis 1997 in weiteren Filmen und Fernsehserien zu sehen. Sie hat an der New York University studiert und seit 1997 keine weiteren Filme gedreht.
Im Jahr 2015 startete sie einen Podcast zum Thema Kinder in der Filmindustrie, basierend auf ihren eigenen Erfahrungen.
Latzen ist verheiratet und lebt heute in Ost-Pennsylvania. Am 30. April 2023 brachte sie ihr erstes Kind, eine Tochter zur Welt.

## Filmografie (Auswahl)
- 1987: Eine verhängnisvolle Affäre (Fatal Attraction)
- 1988: Mr. North – Liebling der Götter (Mr. North)
- 1989: Schöne Bescherung (Christmas Vacation)
- 1996: Alkali, Iowa
- 1997: Boys Life 2